# ミッキーのマジカルアドベンチャー
『ミッキーのマジカルアドベンチャー』は、1992年にカプコンから発売されたスーパーファミコン用横スクロールアクションゲーム。日本国外では『The Magical Quest starring Mickey Mouse』のタイトルで発売された。
企画は山本尚司、音楽はスーパーファミコン用ソフト『エリア88』（1991年）や『超魔界村』（1991年）を手掛けた山口真理が担当している。ゲーム内容は、ディズニーキャラクターのミッキーマウスが不思議な世界に迷い込み、失踪したプルートを救出するためにピート皇帝の城に向かう内容となっている。
後にアレンジ移植版として、プレーヤーキャラクターとしてミニーマウスを選択可能とし、2人対戦用ミニゲームの追加を行ったゲームボーイアドバンス用ソフト『ミッキーとミニーのマジカルクエスト』（2002年）が任天堂より発売された。
スーパーファミコン版はゲーム誌『ファミコン通信』の「クロスレビュー」にてシルバー殿堂入りを獲得した。
ゲームシステムを受け継いだ続編として、スーパーファミコン用ソフト『ミッキーとミニー マジカルアドベンチャー2』（1994年）、同じくスーパーファミコン用ソフト『ミッキーとドナルド マジカルアドベンチャー3』（1995年）が発売された。

## ゲーム内容

### システム
横スクロール方式のアクションゲーム。ジャンプ、踏みつけ、ブロックや敵を持つ・投げるといったアクション、そして道中で手に入れることができる「コスチューム」による能力を駆使して6つのステージを順番にクリアしていく。2人プレイモードも用意されているが同時プレイはできず、ただ交替で遊ぶだけとなる。
ゲーム難易度は、イージー（ライフ5）・ノーマル（ライフ3）・ハード（ライフ2）から選ぶことが可能。

### コスチューム
旅の途中で手に入るコスチュームを使って変身すると特殊な能力を使うことができる。この能力を使わないと先に進めない場所もある。
ノーマル
いつもの赤いズボンと黄色い靴のミッキーマウス。箱や気絶させた敵を持ったり、投げたりすることができる。また敵の上から乗っかることで「馬跳び」アクションをして、ダメージを与えたり気絶させる事ができる。一部馬跳び出来ない敵も存在する。
ウィザード（Stage2〜）
魔法使いのコスチューム。攻撃ボタンを押すことで指先から魔法を発射して攻撃（ボタンを押し続けた長さによって強さが異なる）できるが、ゲージがなくなると使用できなくなる。水の中に入ると頭に魔法の泡をまとい、他のコスチュームより長時間水の中で活動できる。魔法のランプで回復。専用アイテムでゲージの使用量が減らせる。
ファイアーマン（Stage3〜）
消防士のコスチューム。ホースから噴き出る水で敵をやっつけたり、炎を消したり、特定のブロックを押し動かすこともできる。ゲージがなくなると一番弱い威力と射程の放水を一瞬しか使用できないが、これでも一応一部の火を消すことはできる。消火栓で回復。専用アイテムでゲージの使用量が減らせる。
クライマー（Stage4〜）
身軽な山登り用のコスチューム。攻撃ボタンと十字キーを組み合わせて前・斜め上・上へ鉤付きロープを発射できる。ロープを足場に掛けて上ったり、ブロックにぶら下がったり、箱や気絶させた敵を引き寄せる事ができる。ノーマルのコスチュームでは掴めない物もロープで引き寄せて持つことができる。ぶら下がっている最中は突風を受けても吹き飛ばされない。ノーマルを除くと、唯一ゲージがないコスチューム。

### 敵キャラの特徴
ゲーム中にでてくる敵キャラクターはステージごとに異なり、踏む・ブロックをぶつける・魔法や水をかけることで倒せるが、基本的には1回気絶し、この間に掴んで投げ飛ばすことができる。復活後に同じ動作をすることで倒す。ただし、強い魔法や気絶中の敵キャラ、ブロックをぶつけた時は1回だけで倒せる。ただし、クライマーミッキーのロープを敵キャラにぶつけても倒せない。中には4回踏まないと倒せない敵キャラや防御をしてくる敵キャラも存在する。なお、各敵キャラには固有の名前はない。

### アイテム
ステージには各種アイテムがあり、それらを駆使して移動したり、敵キャラをやっつけたり、ライフを回復させたりすることができる。
コイン
ブロックに1枚か3枚単位で入っているミッキーの顔が描かれたコイン。売店で各種回復アイテムと交換する時に使う。
魔法のランプ
拾得するとウィザードのゲージが回復する。
消火栓
拾得するとファイアーマンのゲージが回復する。
ハート
小さいハート。ライフを回復させることができる（ライフの上限を超えての回復はできない）。
デラックスハート
大きいハート。体力が全開し、ライフの上限が1つ増える。
ミッキーの人形
大きなブロックに入っており、拾うと残ゲーム回数が増える（1UP）。
リンゴ
ミッキーの宝箱に入っているアイテム。拾得すると1つにつき500点加算される。
ブルーベリー
ミッキーの宝箱に入っているアイテム。拾得すると1つにつき200点加算される。
ミッキーの宝箱
ミッキーの顔を模した大きなブロック。大きいため掴んで投げることはできないが、小さいブロックか魔法や水をぶつけたり、下か横に付いているリングを引いて壊すと、大量のコインか各種回復アイテムが入っている。一部隠し部屋の宝箱にはデラックスハートがある。
ノーマルボックス
天空の木でおじいさんに出会った後に現れるブロックのうち、黄色い四角のブロック。高い所への移動に使う他、中にコインや回復アイテムが入っている。ブロックを掴んで敵にぶつけることもできる。
無限ボックス
赤い四角いブロック。用途はノーマルボックスと同じだが、取ってもぶつけても無くならない。魔法をかけると1つにつき1,000点加算される光るリンゴに変化する。
ストーンボックス
ノーマル・無限ボックスとは違い、掴むことはできず上に乗るだけのブロック。羽が生えて上下か左右に移動するブロックも存在する。ファイアーマンの能力で隣接する壁やブロックが無い時だけ水圧で動かすことができる。
スリッピィボックス
丸い球。ストーンボックス同様掴むことが出来ず、移動に使うが上には乗れない。ロープをひっかける事でぶら下がる事ができる。
上昇ボックス
上向の矢印が刻まれたブロック。ノーマルボックス同様掴めるが、投げると上昇する為、乗って移動ができる。天井に接触するまでに降りないとダメージを受ける。
トマト（1ステージのみ）
大小二つあり、小さいトマトは掴んで投げると飛んでいき、再度掴むことにより破裂するまで空中を移動できる。大きいトマトは乗ると転がる。トゲのコースを通れるが、玉乗りの要領で転がる側と反対側に移動してないと落ちてしまう。
雲（1ステージのみ）
高所の移動に利用。踏むことはできるが、すぐに消えるため早く移動しないと落ちてしまう。
鳥（1ステージのみ）
コース上で寝ており、掴んで飛ばす（離さなくても暴れて飛んでいく）。飛んでいくと、上空からコインが落ちる。
氷ブロック（5ステージのみ）
最初は氷の塊だが、ファイアーマンの水を掛けることで一定時間足場ができる。
魔法のじゅうたん（6ステージのみ）
包まれた状態で存在し、魔法を当てて広げる。上に乗って移動するが、時間が経つと畳んでしまうのですぐに別のじゅうたんに乗り換える必要がある。

## 設定

### ストーリー
キャッチボールをして遊んでいた、ミッキー・ドナルド・グーフィー・プルート。しかし、プルートがグーフィーの投げたボールを取りに行ったまま、戻ってこない。ミッキーは一人でプルートを探すうちに崖から転落、不思議な世界に迷い込んでしまう。
この世界の住人である魔法使いのおじいさんの話によると、どうやらプルートは不思議な世界を支配しているピート皇帝にさらわれてしまったらしい。しかもピート皇帝は、さらった者を悪い魔法の実験台にしているという。おじいさんはピート皇帝から逃れた者はおらず、諦めた方がいいと諭すが、ミッキーはプルートを助けるため、ピート皇帝の城に向かうのであった。

### ステージ構成
マップ画面が存在するが、ゲーム進行は一方向でありステージは一度クリアすると再度挑戦することができない。3ステージまでは中ボスがいる。
1ステージ 天空の木（中ボス：バット　大ボス：ヘビランテ）
4エリア構成。巨大なツタが絡まる雲の上の世界がスタート地点。ミッキーはここで魔法使いのおじいさんと出会い、プルートがピート皇帝の城にいることを知らされる。エリア2の序盤までは文字通り雲の上を進むが、エリア2の終盤で地上に降りた以後はエリア4まで森の湖畔を進む。
2ステージ 魔法の森（中ボス：ボヨヨーン　大ボス：クモーン）
4エリア構成。葉っぱのお化けや大口の魚など不気味な生物がうごめく薄暗い森。ここでおじいさんから「ウィザード」のコスチュームを貰うことができる。
3ステージ 炎の地底（中ボス：メラメラーン　大ボス：チュドーン）
4エリア構成。炎が燃え盛る地底の世界。ここでは「ファイアーマン」のコスチュームが手に入る。エリア1は下方向への強制スクロールとなっており、天井から迫ってくる針に挟まれるとミスになる。
4ステージ 風の岩山（大ボス：ワシワシーン）
3エリア構成。強風が吹き抜ける険しい山の頂。スタート地点でプルートを探していたグーフィーから「クライマー」のコスチュームが貰える。エリア2は強風で落下してもタイミング次第で復帰できる。
5ステージ 氷の谷（大ボス：トドーン）
3エリア構成。何もかもが凍りつき、地面はツルツル滑る氷の世界。空にオーロラが浮かび、所々に大穴がある。
6ステージ ピートの城（中ボス：バット、ボヨヨーン、メラメラーン　大ボス：ピート皇帝）
4エリア構成。邪悪と闇に満ちた広大な城。手下たちを蹴散らし、罠を掻い潜って進めばピート皇帝との決戦が待っている。エリア1とエリア3は偽の入口が多数設置されており、ルートを間違えると戻されてしまったり、倒したはずの中ボスと再度戦うことになる。
特別ステージ
各ステージには1〜2か所にブロックで隠された扉があり、ブロックを崩すことで入ることができる。中には各種回復アイテムが置いてあったり、お店が現れて集めたコインを各種回復アイテムと交換することができる（必要枚数に足りない場合はアイテムがグレー表示になり、ステージに関係ない回復アイテムは「SOLD OUT」と出るため交換できない）。なお、特別ステージに入っている間はカウントが止まる。

## キャラクター

### 中ボス
これらの中ボスは下記の場所以外に、ピートの城でも再登場する。また、再登場時は耐久力が上がっている。
バット
1-2に登場する中ボス。飛び回りながら突進したり、「子バット」と呼ばれる敵キャラをばらまいたりする。
ボヨヨーン
2-2に登場する中ボス。飛び跳ねながらトゲをばらまいたり、腰につけている飾りをブーメランのように発射する。
メラメラーン
3-1に登場する中ボス。持っているハンマーでミッキーがいる足場から溶岩を噴出させ、天井にあるトゲに串刺しにする。頭部にトゲ付のカブトをかぶっているため馬跳びではダメージを与えられない。

### ステージボス
ヘビランテ
天空の木のステージボス。巨大な蛇の怪物。動きは遅いが時折突進してくる。弱点は頭で、馬跳びで踏むかブロックをぶつける事でダメージを与えられる。ダメージを与えるたびに胴体が一つ外れ、それを掴んでぶつけることでも攻撃できる。胴体がほとんどなくなると不規則な動きをし始め、大ジャンプして襲ってくる。
クモーン
魔法の森のステージボス。巨大な蜘蛛。素早く動き回ったり、蜘蛛の糸でミッキーの動きを封じてくる。顔のアゴが弱点で、魔法を当てると大きなダメージを与えられる。またアゴが真上に向いている時のみ馬跳びで踏む事ができる。
チュドーン
炎の地底のステージボス。口から吐き出す炎は足場を引火させる。ファイアーマンによる水の攻撃しか効かない。ある程度水を掛けるたびに変色し、周りにある足場の回転速度も速くなる。なお、変色してから時間が経つと回復してしまう。ゲージが無くなっても足場の火を消すと消火栓が出現する。
ワシワシーン
風の岩山のステージボス。背景から画面に向かって突撃して突風を起こし、ミッキーを場外に落とそうとする。この攻撃はクライマーで両端のブロックにぶら下がる事で回避できる。持っている卵からは卵の黄身や鳥の雛が出てくる。雛は出てくると周囲をウロウロして足場を狭くするので、卵が割られる前に奪い取り、ぶつけて倒す。ウィザードで魔法を発射したりファイアーマンで水をかけてもよいが、ゲージが無くなった際の回復手段は無い。また馬跳びすることはできない。
トドーン
氷の谷のステージボス。口から氷を発射して攻撃する。この氷はファイアーマンの水で動きを止めることが可能。移動範囲が広い。馬跳び、魔法、水全ての攻撃で倒すことが出来る。
ピート皇帝
このゲームの最終ボス。魔法で周囲にある障害物からブロック塀を動かしたり、燭台を敵に変化させてミッキーを襲う。また、体力がなくなると光球を発射したり、足元から炎を噴出させて直接攻撃してくる。大きいアゴが弱点で、前後に移動している間にそこを魔法か放水で攻撃する。ゲージが無くなりそうな際は、ピートの魔法で変化した燭台の敵をそれぞれの攻撃で倒すと、それぞれの回復アイテムを落とす。

## 移植版
| No. | タイトル                                                                                   | 発売日                                   | 対応機種               | 開発元             | 発売元 | メディア                 | 型式       | 備考                                 |
| --- | ------------------------------------------------------------------------------------------ | ---------------------------------------- | ---------------------- | ------------------ | ------ | ------------------------ | ---------- | ------------------------------------ |
| 1   | ミッキーとミニーのマジカルクエスト Disney's Magical Quest Starring Mickey and Minnie Mouse | 2002年8月9日 2002年8月12日 2002年9月27日 | ゲームボーイアドバンス | カプコン第三開発部 | 任天堂 | 32メガビットロムカセット | AGB-P-A3MJ | 通信ケーブル対応、二人同時プレイ可能 |

## スタッフ
スーパーファミコン版
- 企画：MX-5（山本尚司）、KAMECHA、TOMOHII
- キャラクター・スタッフ：TALL NOB、TOSHI-CHANG（大西淑文）、U-ZIE ISSHIE（石原雄二）
- 背景スタッフ：NATSUCHAN（上田夏栄）、MANACHAN、CHU-PON、CHIECHAN（立古智恵子）
- プログラマー：M30（篠原雅嗣）、YAMADACCHI、TYPEDEF、SMAK
- 音楽、効果音：MARI（山口真理）、ANIE（西村達也）
- スペシャル・サンクス：カプコンオールスタッフ
- エグゼクティブ・アドバイザー：PROFESSOR F（藤原得郎）
- プロデューサー：ノア・ダッドリー

ゲームボーイアドバンス版
- ディズニー・インタラクティブ
  - プロデューサー：ルイージ・プライアー、山本恵美子
  - キャラクター・アート・ディレクター：ジョン・ロター
  - アディショナル・アート：ジェイソン・チェイス
  - ローカリゼーション・マネージャー：石岡その子
  - スペシャル・サンクス：ロイ・E・ディズニー、ジャン・E・スミス、スティーヴ・フィニー、ダン・ウィンターズ、パメラ・ウェイスバーグ、スー・フラー
- 任天堂
  - エグゼクティブ・プロデューサー：山内溥
  - プロデューサー：宮本茂、三木研次
  - スペシャル・サンクス：寺崎啓祐、やまだみつのり、よしむらかもん、ジェフ・ミラー、ヘンリー・C・スターチ、ジェフリー・カレス、スーパーマリオクラブ
- カプコン
  - ディレクター：竹中善則
  - 企画：山元佳之
  - キャラクター、背景デザイン：小川潤一郎
  - プログラマー：たかはしかずのり、くにいみのる、あべとしあき、なかじまみのる
  - 音楽、効果音：近藤広明、竹原裕子
  - スペシャル・サンクス：たけむらまなぶ、かんばらあゆみ、篠原雅嗣、うえがきたかのり、おおまえひろつぐ、ソン・ユキ、さかいゆきえ、ささきたく、オールカプコンスタッフ
  - プロデューサー：三並達也、竹下博信

## 評価
スーパーファミコン版
ゲーム誌『ファミコン通信』の「クロスレビュー」ではの合計30点（満40点）でシルバー殿堂入りを獲得、『ファミリーコンピュータMagazine』の読者投票による「ゲーム通信簿」での評価は以下の通りとなっており、23.69点（満30点）となっている。この得点はスーパーファミコン全ソフトの中で24位（323本中、1993年時点）となっている。その他、『SUPER FAMICOM Magazine』1993年8月情報号特別付録の「スーパーファミコンオールカタログ'93」巻末に収録されている「部門別ベスト30」では、総合24位、キャラクタ6位、音楽・効果音26位、操作性21位を獲得している。
| 項目 | キャラクタ | 音楽 | 操作性 | 熱中度 | お買得度 | オリジナリティ | 総合  |
| 得点 | 4.52       | 3.97 | 3.96   | 3.91   | 3.60     | 3.72           | 23.69 |
ゲームボーイアドバンス版
ゲーム誌『ファミ通』の「クロスレビュー」ではの合計21点（満40点）になっている。

## 続編作品
- ミッキーとミニー マジカルアドベンチャー2（1994年）
- ミッキーとドナルド マジカルアドベンチャー3（1995年）